# ハットトリックス
ハットトリックスは、イラストレーターあべたみおによるキャラクターシリーズである。

## 概要
読売ジャイアンツエンブレムや広告制作などで知られるイラストレーター、クリエイティブデザイナーのあべたみおが描くキャラクターで、モチーフが人の頭に乗っているキャラクターのシリーズ。webアニメ東京カニコもハットトリックシリーズの一つ。プロデュースはクリエイティブ・ディレクターの青木克憲。版権管理はバタフライ・ストローク・株式會社。

## 起用
- そらスタジオ IN 芝政（2019年）
- はなまるうどんエイプリルフール（2016年）
- 豊洲そらスタジオ（2013年）
- 有明そらスタジオ（2012年）
- フジテレビ・ミトカナイトフジ（2011年）
- jobjobプロジェクト はたらくってどういうこと?（2011年）
- SEIYU ランドセル（2010年）
- 三笠書房『今すぐ誰かに話したい「ウケる雑学」』（2008年）
- future and co（2008年）
- 幻冬舎メディアコンサルティング『ニッポンエンジニア就職図鑑』（2008年）
- 幻冬舎メディアコンサルティング『ニッポンエンジニア転職図鑑』（2009年）
- オムロン FAT BANK（2008年）
- THE CAN（2008年）
- プレナス 牛カルビ丼（2008年）
- 日経ナビ（2008年・2009年）
- 読売テレビ・秘密のケンミンSHOW （2006年）
- リクルート・L25 キャラクター（2006年）
- WACOM FAVO（2005年）
- ハンゲーム（2005年）
- Gocco（2005年）
- 東ハト mobi（2004年）

## アニメーション作品
- 東京カニコ
- 三匹のコギャル
- 金のヅラ銀のヅラ
- 値踏みの嫁入り
- 白鼻姫と七人の小刑事
- ヒノキオ
- クラブナマコ銀座店
- 大崎警察署取調室
- 新宿ライブハウス水中
- カニコ14才（ボンバーマンとのコラボ作品）
- ウツガミさま（2011年・あかるい鬱展 出品作品）
- エビコ（2016年・はなまるうどんエイプリルフール企画）

## 展覧会
- あべたみお「ハットトリックス」展（2014年・@btf）